# Castello di Arzignano
Il castello di Arzignano è un antico fortilizio sito nel comune italiano di Arzignano, presso la frazione Castello.

## Storia

### Origini
Tra il X e l'XI secolo il territorio di Arzignano era controllato dai signori feudali: il territorio vicentino era conteso tra i due poteri allora predominanti, il conte e il vescovo, che erano spesso in lotta tra loro. Ad Arzignano ebbero la meglio i conti che, sul colle di San Matteo, fecero costruire un castello, del quale oggi non rimane alcuna testimonianza archeologica.
In questo periodo Arzignano, come tutto il territorio circostante, venne attaccato in più occasioni da bande armate che giungevano dall'Europa dell'Est e che venivano comunemente denominate Ungari. Il primo castello quindi, probabilmente quello in cui si insediarono i discendenti dei Maltraversi, sorse sul colle di San Matteo col preciso intento di proteggere la valle.
L'attuale castello, invece, venne edificato successivamente, per difendere la Pieve di Santa Maria, che nel frattempo era diventata la chiesa madre di tutta la zona circostante.

### I Conti di Arzignano
Non sembrano esserci dubbi sul fatto che il casato dei "da Arzignano" derivi dai Maltraversi. Non è ancora stato individuato con certezza, invece, il ramo della famiglia da cui discendono i "da Arzignano" e soprattutto l'acquisizione del titolo di conte da parte di Egano.

Egano da Arzignano insieme al fratello Singofredo, sembra derivare da un certo "Gerardus Magnus" che, per la sua appartenenza alla famiglia dei Maltraversi, venne investito del feudo di Montebello. 
Notizie di ciò le ritroviamo nella cronaca di Ezzelino del 1213. 
Lavorando sull'ipotesi dell'origine dei conti di Arzignano della famiglia dei Maltraversi possiamo individuare, come abbiamo detto, due figure: il conte Egano e Singofredo.
Egano fu colui che si stabilì ad Arzignano, assumendo il controllo del castello, mentre Singofredo dimorò nella Città di Vicenza. I due furono in perenne contrasto per le loro idee politiche, in quanto Egano era "ghibellino", sostenitore dell'Impero, e Singofredo era un "guelfo", che appoggiava la Chiesa.
Lo scontro tra Arzignano e Vicenza fu tale che alla morte di Egano, caduto per mano di un proprio nipote, i Vicentini decisero di distruggere il castello per bloccare ogni eventuale rivolta dei ghibellini arzignanesi (1266).

### Dai Conti agli Scaligeri
Nel XIV secolo l'avanzata degli Scaligeri sul territorio vicentino fu così importante che portò più volte gli Arzignanesi a partecipare direttamente alla lotta contro i Veronesi. Fra gli oppositori più attivi e intraprendenti vi fu Singofredo da Arzignano, figlio di quel Rosso che aveva ucciso lo zio, il conte Egano. Egli, insieme ai guelfi vicentini e ai padovani, nel 1312 organizzò una conferenza che radunò a Padova tutte le forze anti scaligere. Successivamente un altro componente della famiglia dei "da Arzignano", Giacomino, figlio di Singofredo, appoggiato da tutti gli uomini della Valle del Chiampo, fu un capo delle forze che combattevano contro gli Scaligeri: la guerra terminò nel 1339 con la vittoria degli Scaligeri, guidati da Mastino della Scala.

### La Rocca Scaligera
La paura di incursioni esterne e le lotte interne alla famiglia, portarono gli Scaligeri ad edificare castelli e fortificazioni in tutto il territorio conquistato, e a riorganizzare la struttura amministrativa del medesimo. Inizialmente furono creati i Capitanati, sostituiti in seguito dai Vicariati. Queste istituzioni, più efficaci delle precedenti anche perché adeguatamente sostenute militarmente, servivano a controllare meglio il contado. È proprio in questo contesto che sorge l'attuale castello di Arzignano. Infatti le più antiche testimonianze sulle strutture risalgono al 1370.

### Periodo Visconteo
Il castello di Arzignano era appena stato edificato quando i Visconti, famiglia proveniente da Milano, attaccarono gli Scaligeri accampandosi ad Arzignano; di conseguenza la Valle del Chiampo e il Castello passarono sotto i Visconti (1377). Anche durante la dominazione Viscontea il castello mantenne la sua funzione di centro amministrativo della zona circostante, quale sede del vicariato.

### Periodo Veneziano

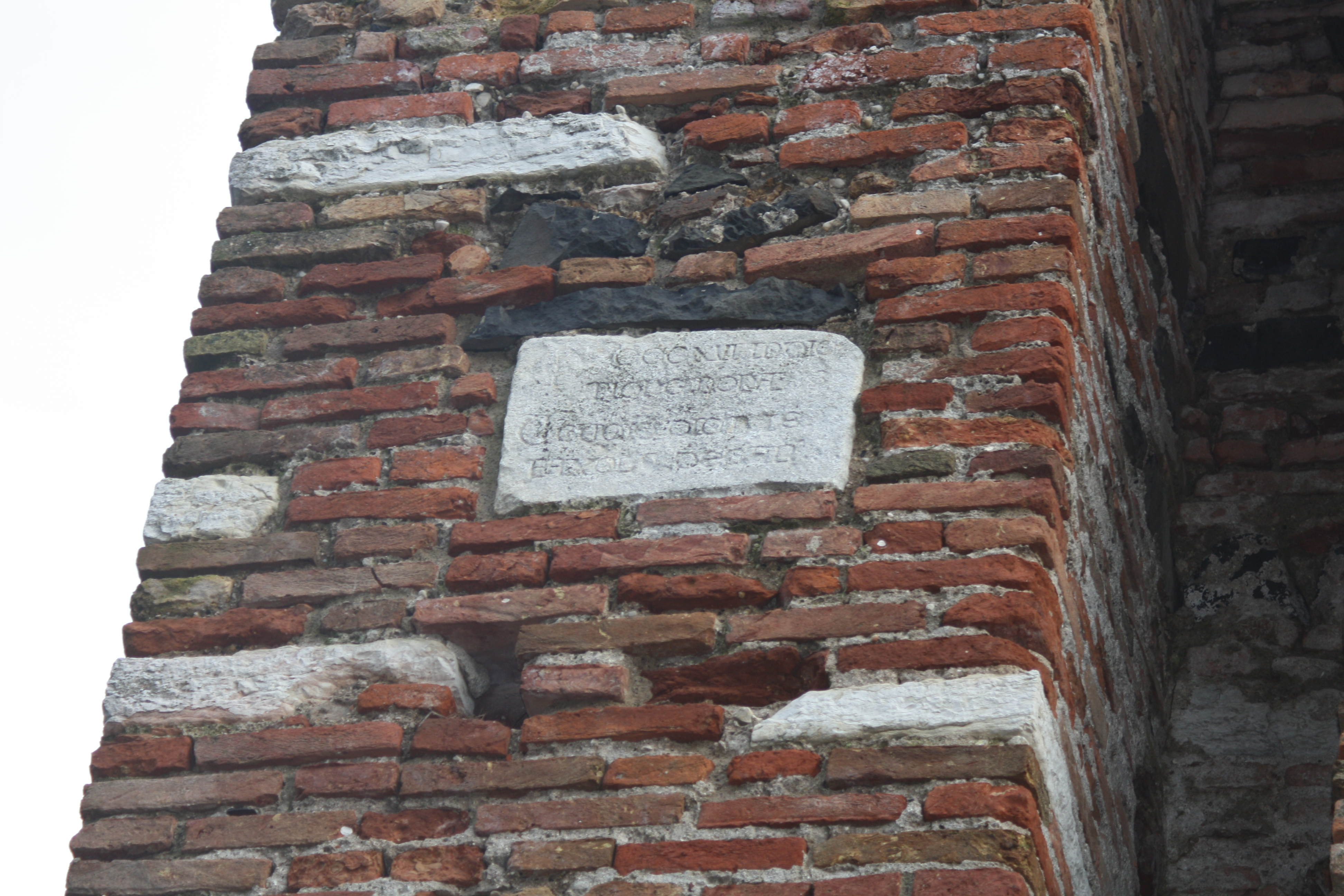
La lapide attestante il restauro del 1444

In seguito alle lotte che Giangaleazzo Visconti dovette sostenere nelle dispute tra comuni e impero, i Visconti si indebolirono permettendo così alla Repubblica di Venezia nel 1404 di sostituirsi a loro. Questa annessione avvenne in maniera indolore perché Venezia lasciò a Vicenza le prerogative di città autonoma e Arzignano poté mantenere il ruolo di sede di uno dei tredici vicariati: ai governanti della Serenissima più che la supremazia militare interessava che venissero pagati i tributi e le tasse. 
Nel 1436 i Visconti cercarono di riprendersi il territorio e per questo distrussero quasi del tutto il castello.
Esiste una lapide datata 1444 rinvenuta sotto terra e poi riportata alla luce a ricordo del restauro. 
Risale all'epoca veneziana la ristrutturazione di alcuni ambienti facenti parte del castello, trasformati in locali adibiti ad abitazione per il Vicario. Il Vicario apparteneva alla nobiltà veneziana ed era il rappresentante di Venezia sul territorio, una specie di pretore che aveva poco potere, e infatti faceva solo cause amministrative fino al valore di 10 lire, ma senza condannare a morte né torturare, al massimo poteva solo custodire il malfattore prima di affidarlo alle autorità competenti che si trovavano a Vicenza.

Da questo momento in poi il castello non fu più utilizzato nell'ambito della difesa militare, ma si trasformò in abitazione per il Vicario: in particolare il mastio diventò sede ufficiale del Vicario e come tale rimase fino al 1798. A partire dal 1800 è diventato proprietà della Chiesa e da allora ci abita il parroco.

### L'assedio di Pippo Spano

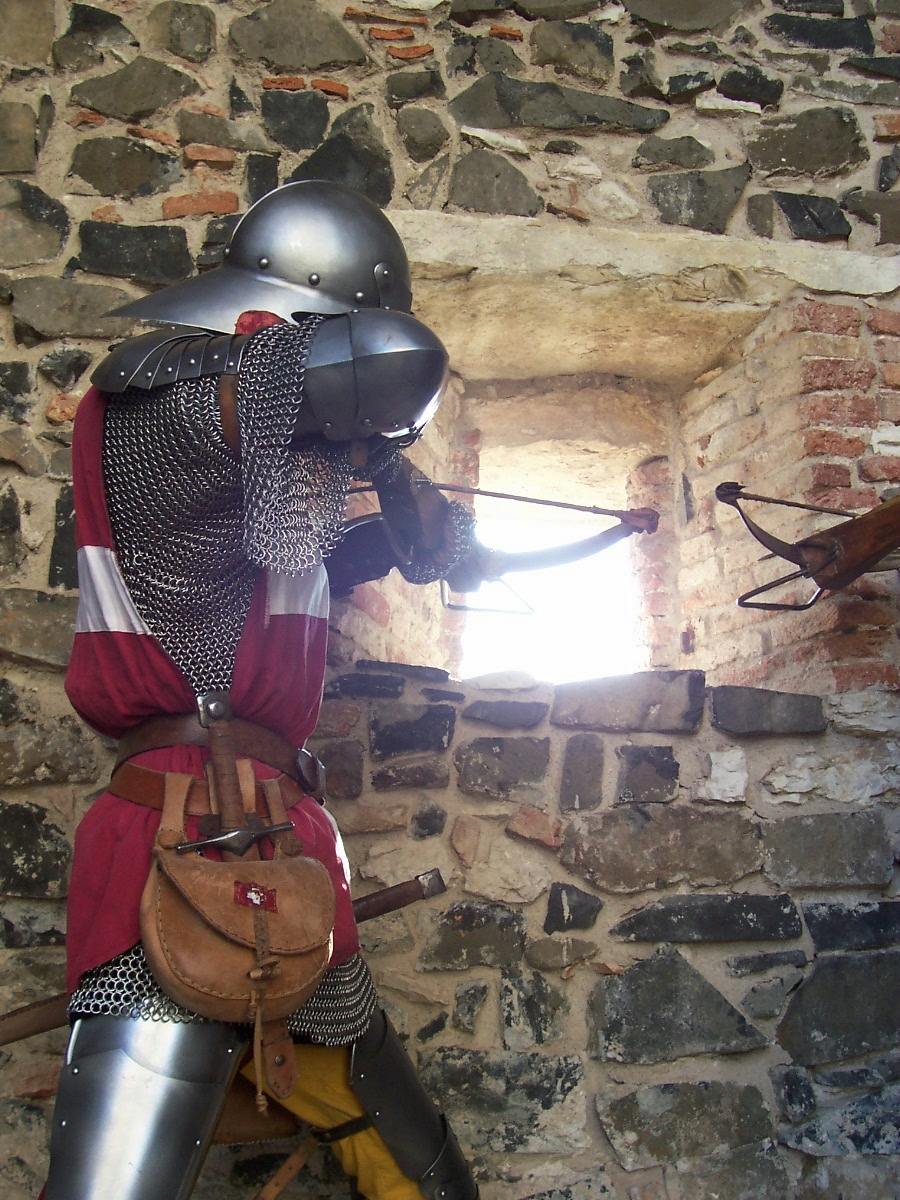
Immagine della rievocazione storica dell'assedio

Nel 1410 Sigismondo di Lussemburgo, re d'Ungheria, che aspirava al trono imperiale, volendo recarsi a Roma per essere incoronato dalle mani del Papa, trovò una notevole resistenza al suo passaggio nello Stato della repubblica Serenissima. Inasprito, assoldò lo spietato condottiero e uomo d'armi Pippo Spano.
Il suo vero nome era Filippo Buondelmonti degli Scolari, fiorentino di nascita. Ma si faceva chiamare Pippo Spano, conte di Tesmesvar, e sotto questo nome si rese famoso in mezza Europa. Magro di corporatura, occhi di falco, ostentava sulla fronte e sulle spalle una lunga frangia di pelo bianco, mentre una larga cicatrice rossastra gli solcava la guancia sinistra. Uomo intelligente e accorto era sanguinario e crudele in guerra. Non conosceva l'inquietudine della paura. Fin da giovane si impose nell'arte della guerra.
Su comando di re Sigismondo, giunse in Italia con un esercito di 14.000 cavalieri ungari, abilissimi a combattere in drappelli sparsi. In poco tempo conquistò Udine, Belluno, Feltre e Serravalle.
 
Nel 1413 prese d'assalto la Città di Vicenza, che si difese strenuamente; perciò fu costretto ad abbandonarla, rivolgendosi invece alle fortezze e ai castelli del territorio. Con la parte migliore delle sue truppe, attaccò Marostica, ma senza esito per l'energica resistenza trovata. Battendo la via pedemontana giunse ai castelli di Brendola e di Montebello Vicentino, rapinando ed esigendo viveri.
Venne quindi nella terra del Chiampo e, dopo aver saccheggiato il vecchio maniero di Chiampo, si portò ad Arzignano, dove gli abitanti furono costretti, dietro promessa di pagamento, a fornire le vettovaglie richieste. Ma questo fu solo a parole, per cui gli arzignanesi, vedendosi ingannati, decisero di riprendersi con la forza le cose date. Aspettarono la notte e armati di tutto pugno, al chiaro della luna nuova, inseguirono il prezzolato condottiero e il suo esercito. In località Altura, mentre le truppe ungare stavano per attraversare il fiume Guà, i soldati arzignanesi attaccarono la retroguardia. Con massima scaltrezza si ripresero le vettovaglie e per giunta fecero 30 prigionieri. Poi in fretta e furia si ritirarono entro le forti mura del castello. Rabbioso, Pippo Spano tornò sui suoi passi con i suoi cavalieri, ai quali ordinò di stringere d'assedio la cittadella murata. L'impresa doveva essere breve, un semplice colpo di mano, ma non fu così.
Gli uomini di Arzignano avevano infatti predisposto una valida difesa. A una prima impetuosa azione violenta, subito respinta, seguirono altri inutili attacchi, repentini e improvvisi. Pippo Spano sapeva che non poteva perdere troppo tempo, ma segretamente lo pungeva l'orgoglio. Le sentinelle che vegliavano ai confini del campo guardavano con una specie di ansia delusa, il castello di pietra nera che avevano sperato di prendere d'assalto e che invece possente e ferrigno non cadeva al loro accerchiamento. Era ormai trascorsa una settimana e per la cittadella di Arzignano le cose si mettevano male. I viveri scarseggiavano e la tensione si faceva di giorno in giorno più elevata. Il Vicario della Serenissima decise di convocare il consiglio degli anziani.
Dalla breve consultazione emerse la necessità di attuare uno stratagemma. Nel contempo di Arzignanesi formularono voto a Sant'Agata, patrona del paese: se per intercessione della venerata martire di Catania fossero riusciti a liberarsi dagli Ungari, avrebbero eretto una chiesa in suo onore. Il giorno seguente di buon mattino dalle alte mura del castello vennero gettate ceste di pane e otri colmi di vino, grandi quantità di fieno e di avena. Pippo Spano rimase interdetto. Convinto che gli assediati avessero ancora ingenti riserve di provviste, calcolando che troppo lunga sarebbe stata l'attesa, impartì subito l'ordine di levare le tende. Era il giorno 5 febbraio del 1413, festa di Sant'Agata: una grazia speciale della santa invocata.
Quella sera fu gran festa per gli abitanti del castello; il suono delle mandòle e dei flauti si confondeva alle allegre risate delle fanciulle, alle grida esultanti dei soldati vincitori. Anche il Vicario era oltremodo soddisfatto e dall'alto della Rocca ammirava l'orizzonte lontano. In chiesa i più fedeli pregavano intensamente, altri accendevano ceri e bruciavano incenso davanti all'effigie della santa patrona. Da allora la porta orientale del castello, da cui vennero gettate le vettovaglie e l'avena, venne nominata Porta Calavena in ricordo appunto di "calare l'avena". E Calavena fu pure appellata la ripida strada che dal castello conduce al piano, la stessa che vide l'improvvisa ritirata degli Ungari.
La chiesa, eretta a Sant'Agata a saldo del voto, è quella vecchia di Tezze e ogni anno, nel giorno della santa patrona, una rappresentanza del comune di Arzignano, con il sindaco in testa, scende da Castello a Tezze e presenta al sacerdote di quel luogo l'offerta di "quattro libbre di cera e quattro ducati d'argento", cioè la somma corrispondente a quanto fu allora promesso. Al passaggio della processione, lungo l'antichissima via Calpeda, ancora oggi i castellani usano far sparare fucili a salve in ricordo dell'assedio del feroce Pippo Spano.

## Descrizione

### Il castello ieri e oggi

#### Ieri

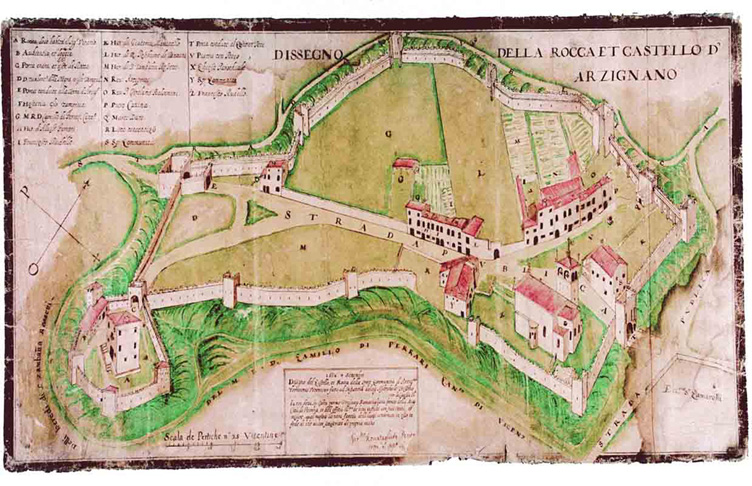
Disegno del perito G. Roccatagliata

Sull'antica struttura del castello non si hanno molti documenti. L'unico che più di ogni altro ci viene in aiuto per effettuare una descrizione del vecchio borgo, è il Dissegno della Rocca et Castello d'Arzignano del perito Girolamo Roccatagliata del 1618, conservato nella Biblioteca civica Bertoliana di Vicenza.
In esso osserviamo: 
- una cinta muraria, non del tutto integra, provvista di 14 torri;
- un mastio, che è la torre più alta ed è racchiuso dalla Rocca, una fortificazione costruita in un luogo elevato e scosceso, collegata al resto del castello da una porta;
- due porte, la Cisalpina a sinistra e la Calavena a destra.
- il borgo, composto da:
  - alcune abitazioni raggruppate nei pressi delle quali si svolgeva la convicinia, riunione dei capi famiglia che prendevano decisioni importanti per la comunità;
  - la Chiesa Parrocchiale di Santa Maria, con il suo campanile;
  - gli edifici destinati alla comunità;
  - le terre coltivabili, che appartenevano a vari proprietari, tra cui: Zanberto della Negra, Gio' (Giovanni) Zampiva, il nobile Camillo di Ferrari Cancelliero, Francesco Rudello, Giacomo, Girolamo Balsemini, Pietro Cavina e Marco Duro.[2]

#### Oggi
Il complesso monumentale di Arzignano ripropone la struttura delineata del disegno, infatti è composto da:
- cinta muraria
- borgo
- Rocca

## Galleria d'immagini

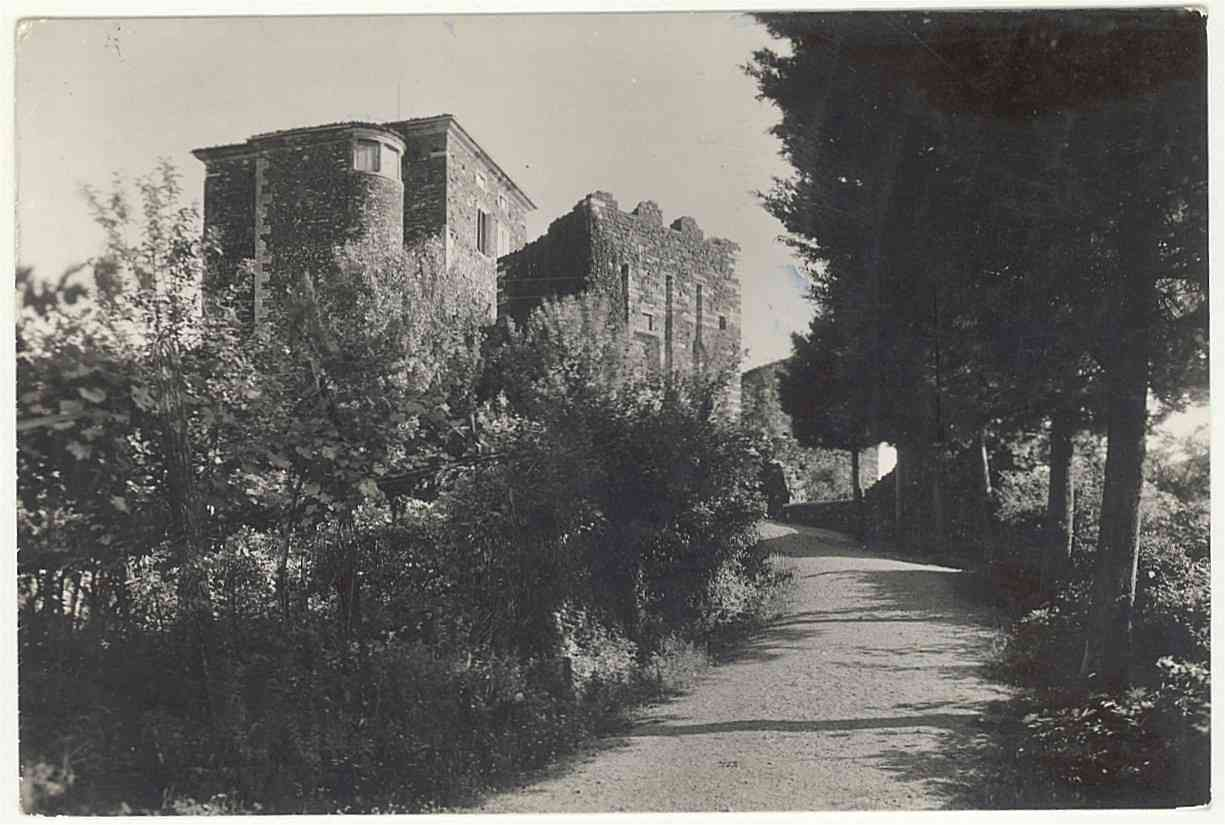
Il castello nel 1956.
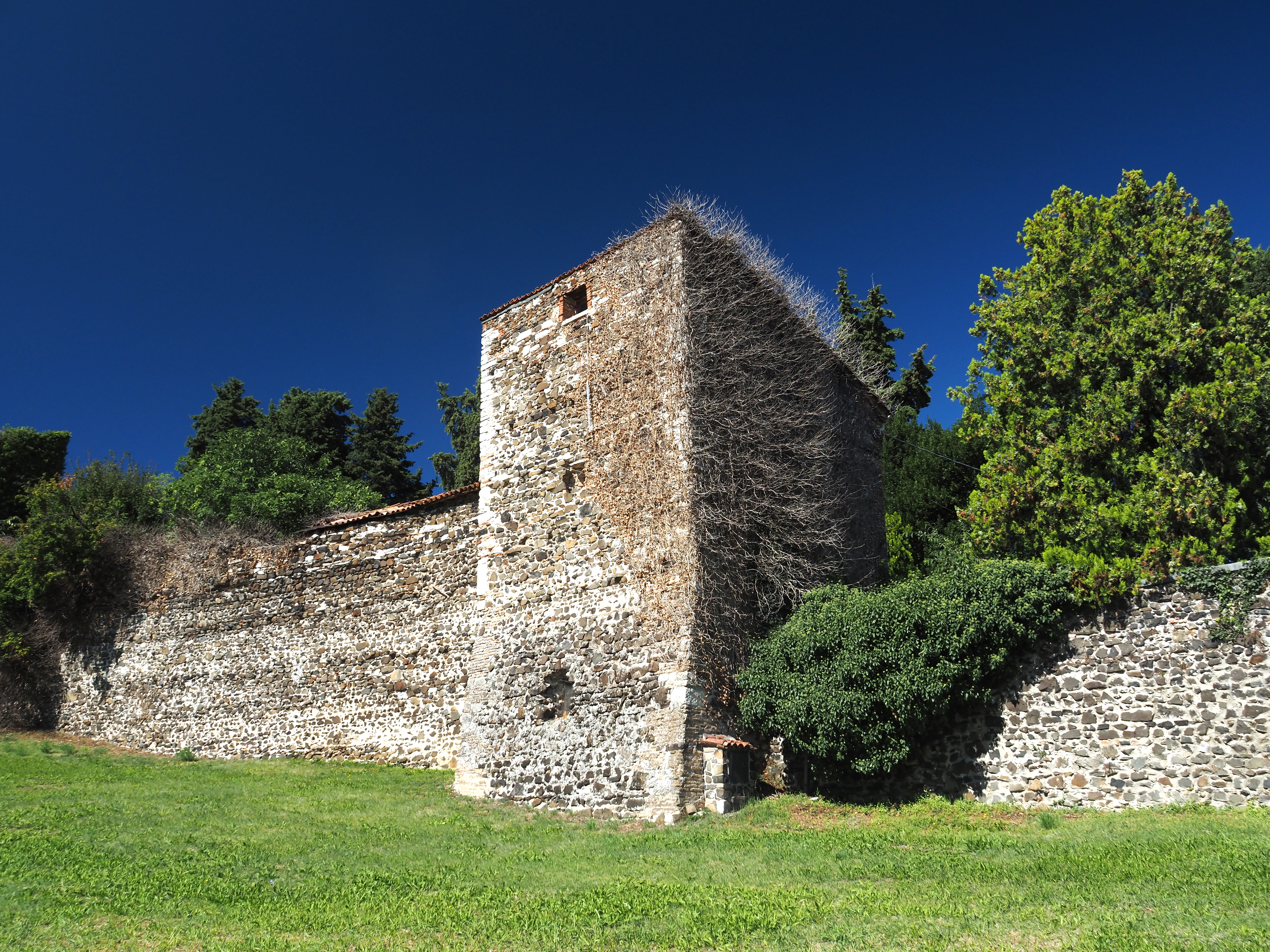
Mura del castello.
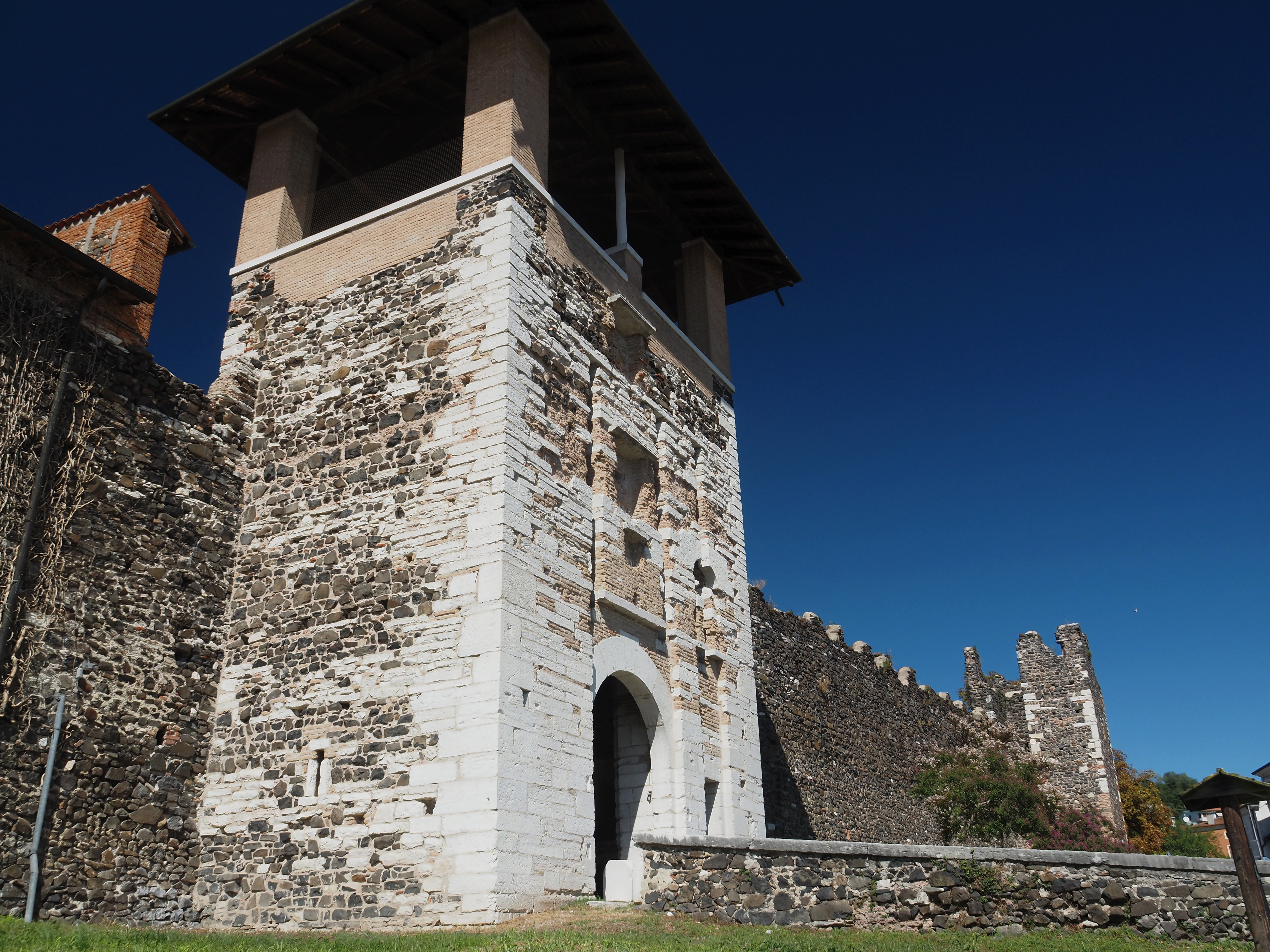
Porta Calavena.
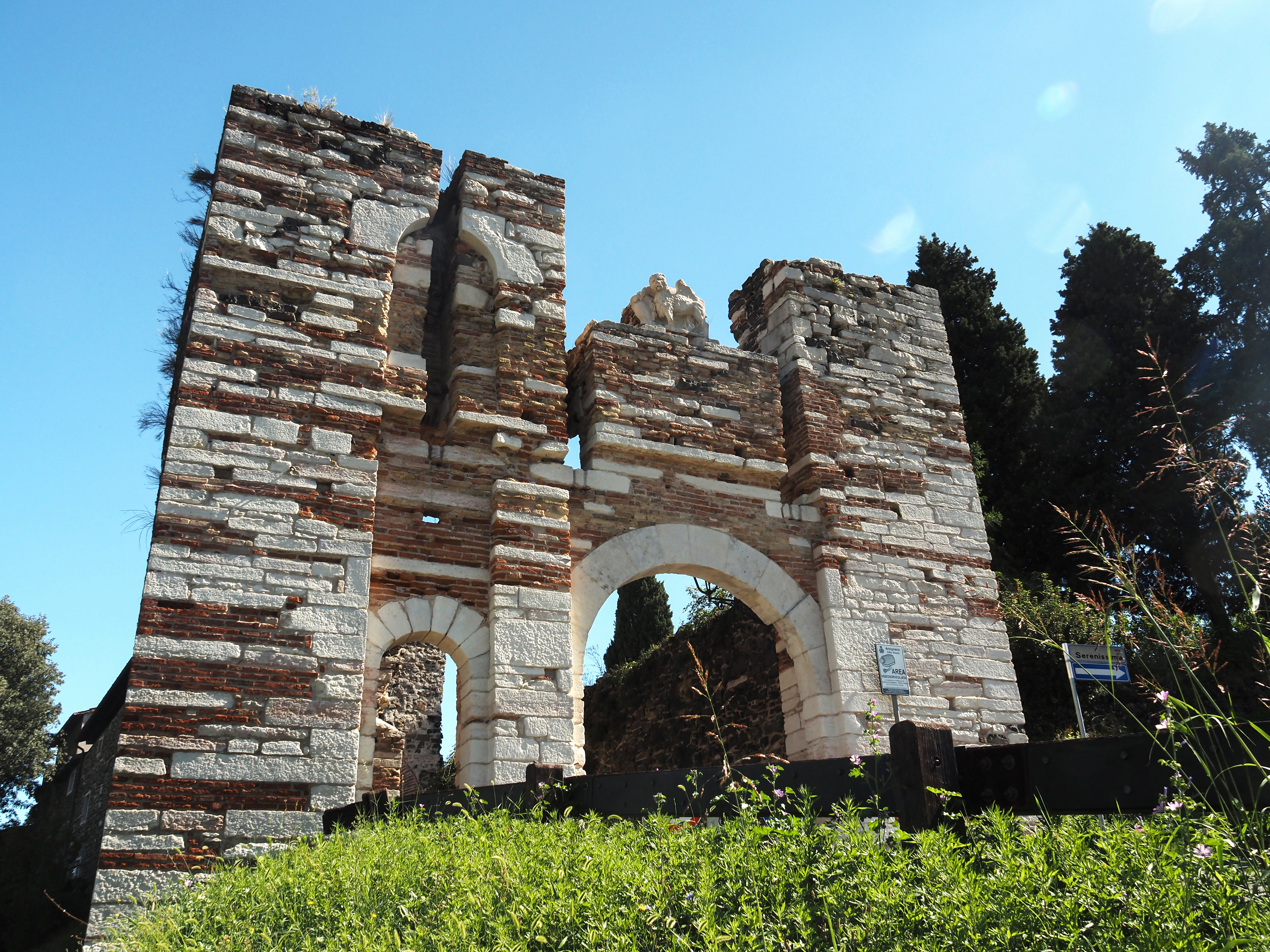
Porta Cisalpina dall'esterno.
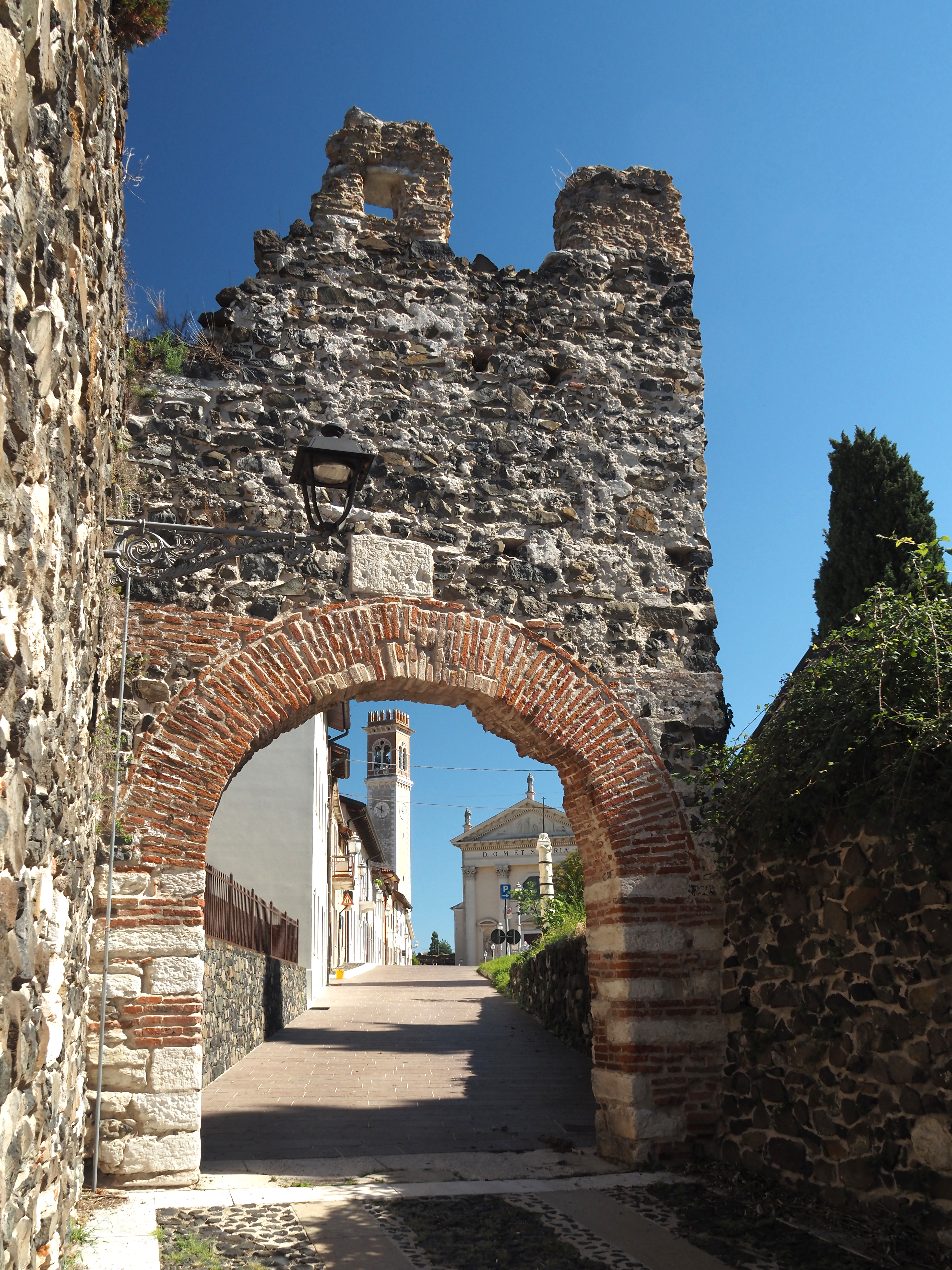
Parte interna della Porta Cisalpina. In fondo si nota la chiesa parrocchiale della Visitazione della B.V. Maria.
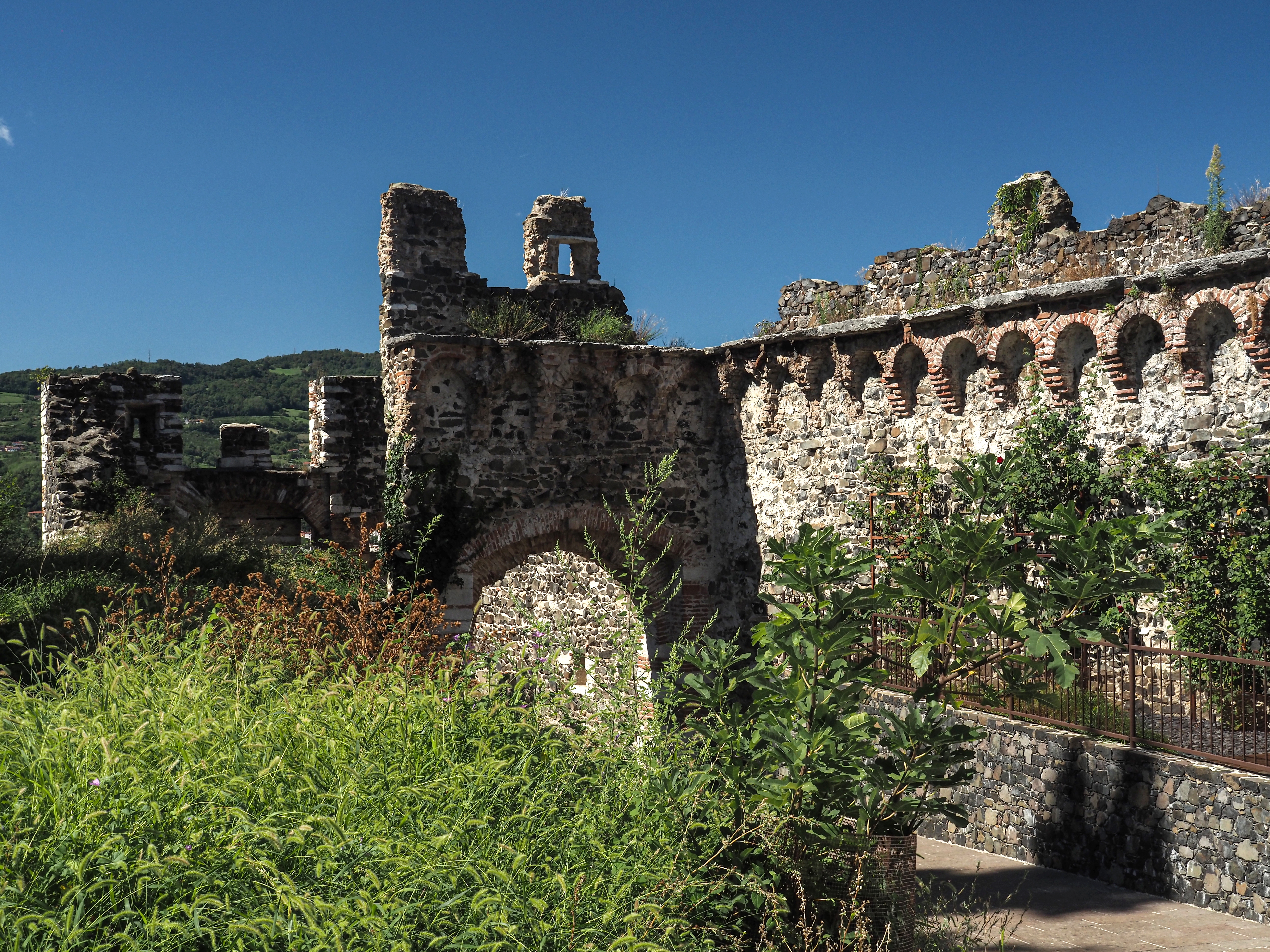
Porta Cisalpina dall'interno del borgo.